# Valderrubio
Valderrubio ist eine Gemeinde in der Provinz Granada im Südosten Spaniens mit 2.077 Einwohnern (Stand: 2024). Die Gemeinde liegt in der Comarca Vega de Granada.

## Geografie
In der Nähe liegen die Dörfer Pinos Puente, Íllora und Fuente Vaqueros.

## Geschichte
Valderrubio ist eine Gemeinde, seit der Regierungsrat der Junta de Andalucía am 18. Dezember 2013 die Abspaltung von Pinos Puente genehmigt hat.